# Mohrenkopf (Allgäuer Alpen)
Der Mohrenkopf ist ein 1645 m ü. A. hoher Berg in den Allgäuer Alpen im österreichischen Bundesland Vorarlberg.

## Lage und Umgebung
Der in der Untergruppe 	Nordwestliche Walsertaler Berge gelegene Berg erhebt sich aus dem Nordgrat des Diedamskopfs (2090 m). Die beiden Berge werden durch eine 1493 m ü. A. hoch gelegene Scharte getrennt. Nach Norden fällt der Mohrenkopf zum Vorsäß Schönenbach (1025 m) ab. Im Osten verläuft ein paralleler Grat, der die Grünen Köpfe (1725 m) trägt. Im Westen fließt der Osterguntenbach, der die Westgrenze der Allgäuer Alpen markiert. Aus dem Tal steigen die Flanken des Hirschberg (1834 m) empor.
Die Gemarkung, auf der sich der Mohrenkopf befindet, ist Bezau.

## Namensherkunft
Auf Grund der dichten, dunklen Bewaldung mit Fichten an Süd- und Westflanke könnte der Mohrenkopf seinen Namen erhalten haben.

## Besteigung
Die Besteigung des aus äußerst steilen und dicht bewachsenen Flanken bestehenden Berges ist schwierig. Der leichteste Zugang führt von Norden über den Nordgrat zum Gipfel. Wegen der dabei zu bewältigenden Steilgras-Kletterei (III-) ist dafür absolute Trittsicherheit und Schwindelfreiheit Voraussetzung.

## Galerie

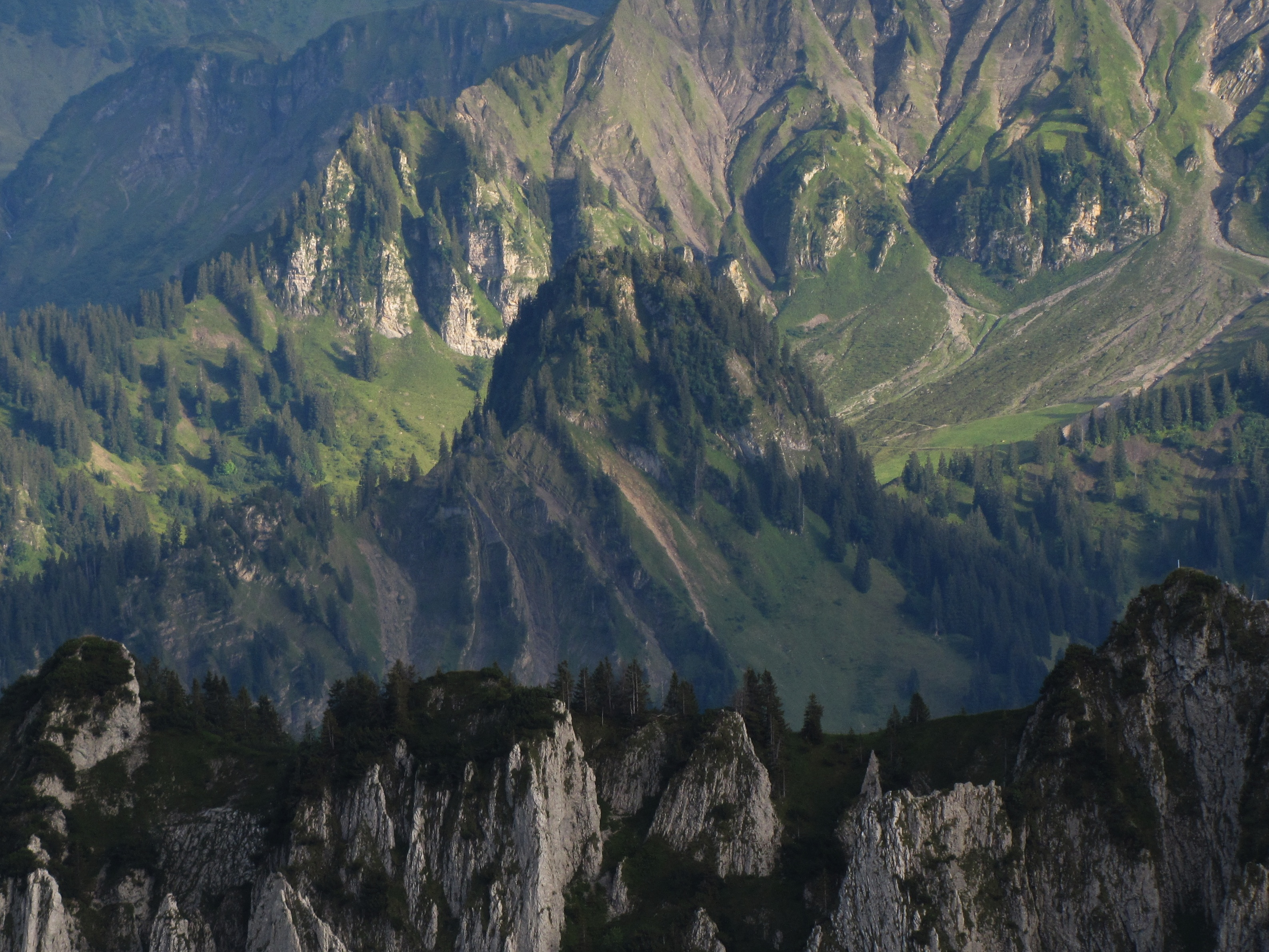
Nordwestflanke
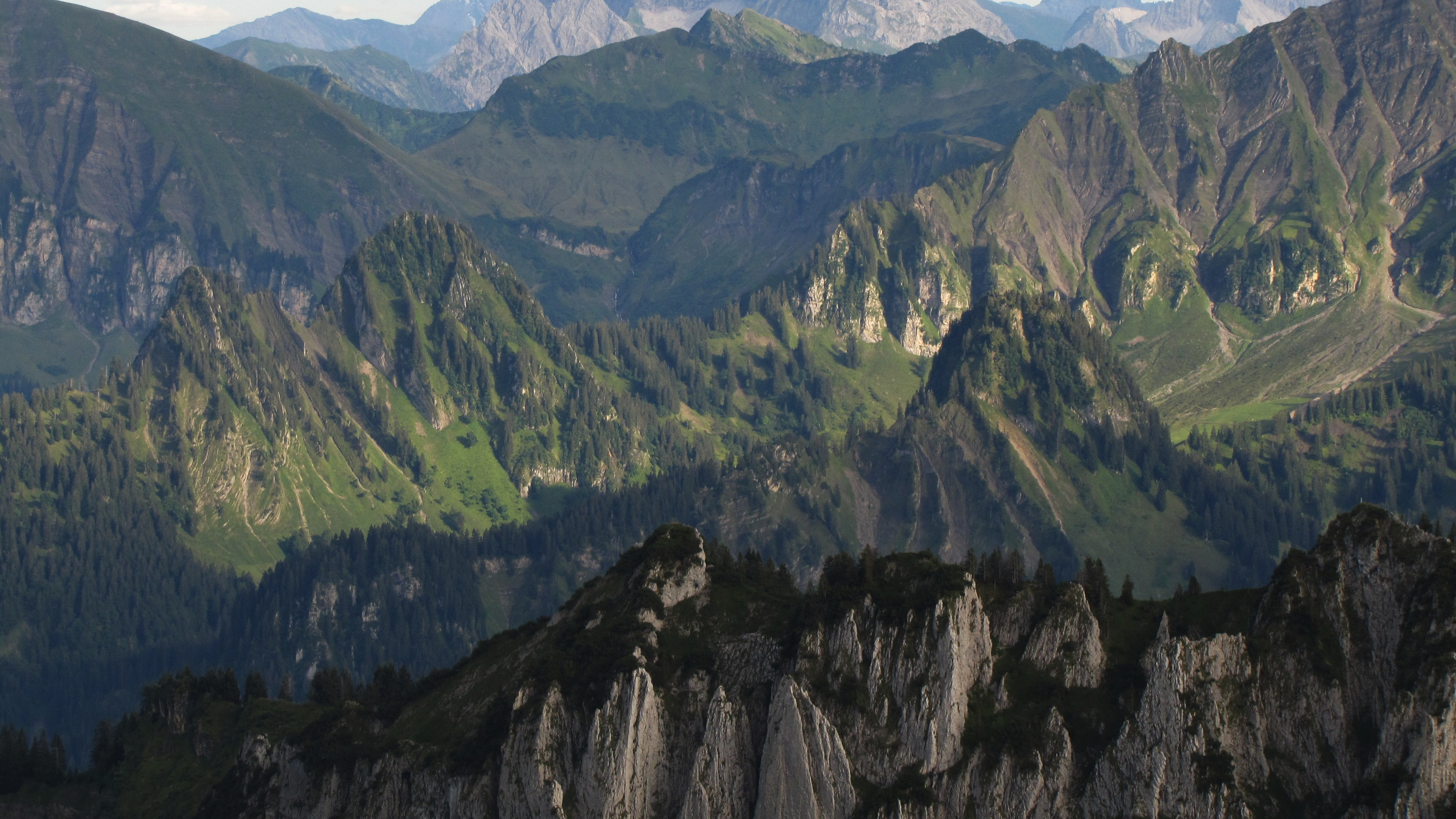
Mit Grünen Köpfen aus Nordwesten
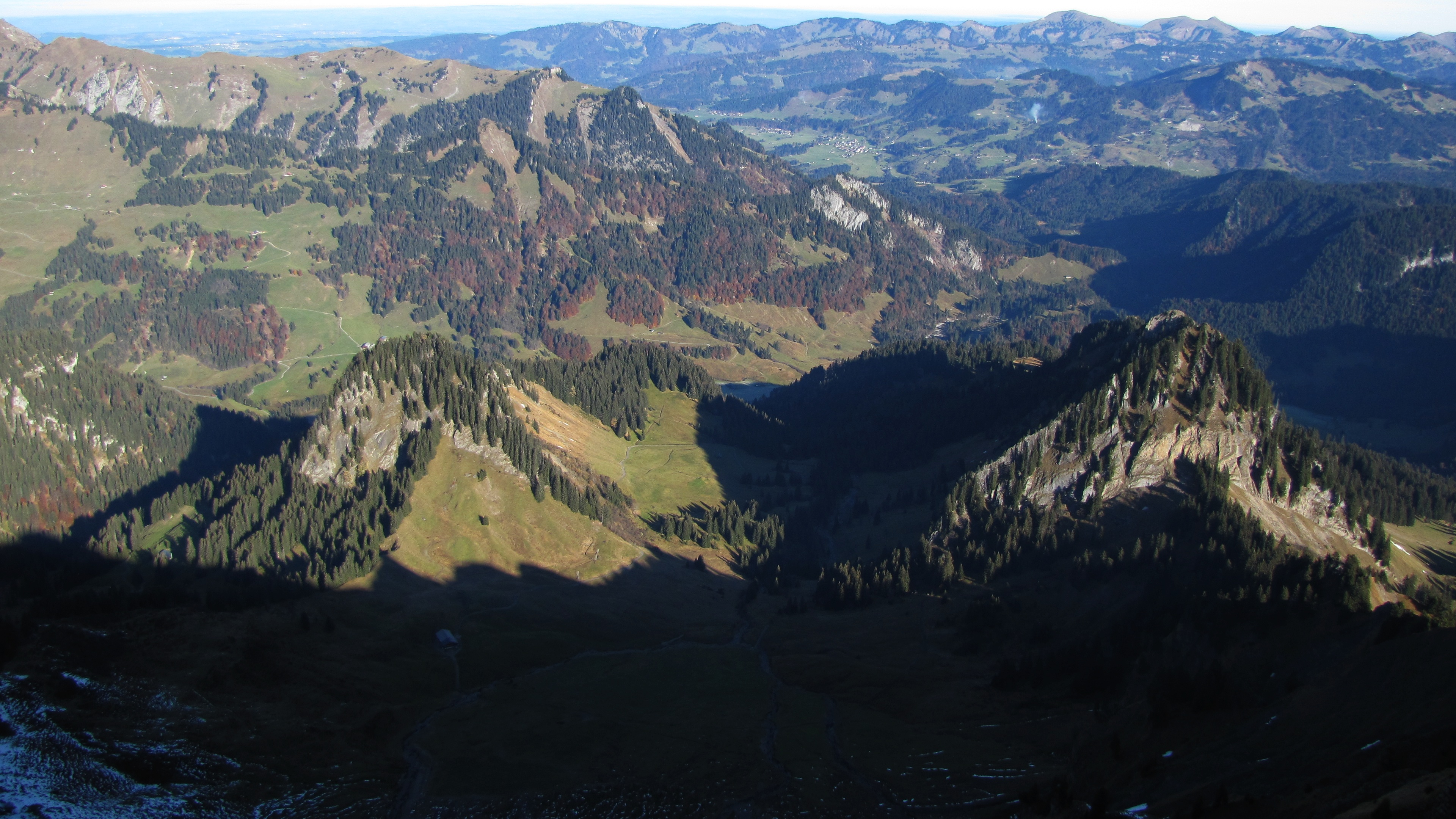
Mit Grünen Köpfen aus Süden